# Арістотель (син Хілона)
Арістотель (дав.-гр. Ἀριστοτέλης), син Хілона — спартанський політик доби архаїки.
Походив із знатного ахейського роду, як і відомий ефор Хілон. Можливо, саме цей, легендарний політик і був його батьком, проте не можна виключати, що батько Арістотеля і ефор були лише тезками (і в будь-якому разі сучасниками). В будь-якому разі Арістотель обіймав високе становище — був геронтом.
Відомий насамперед тим, що підтримав мешканців Еретрії, які повстали проти тирана Діагора, і домігся того, щоб Спарта утрималася від підтримки скинутого володаря. Вдячні еретрійці згодом надали йому за це проксенію.
Цілком можливо, що Арістотель був також був серед старійшин, які наполягли, на тому, щоб Спарта розпочала війну проти афінського тирана Гіппія.